# Сент-Альбан-Орьоль
Сент-Альба́н-Орьо́ль (фр. Saint-Alban-Auriolles, окс. Sant Alban Auriolles) — коммуна во Франции, находится в регионе Рона — Альпы. Департамент коммуны — Ардеш. Входит в состав кантона Жуайёз. Округ коммуны — Ларжантьер.
Код INSEE коммуны — 07207.

## Население
Население коммуны на 2008 год составляло 952 человека.
| 1962 | 1968 | 1975 | 1982 | 1990 | 1999 | 2008 |
| ---- | ---- | ---- | ---- | ---- | ---- | ---- |
| 494  | 504  | 513  | 542  | 584  | 736  | 952  |

## Экономика
В 2007 году среди 554 человек в трудоспособном возрасте (15—64 лет) 376 были экономически активными, 178 — неактивными (показатель активности — 67,9 %, в 1999 году было 60,7 %). Из 376 активных работали 311 человек (157 мужчин и 154 женщины), безработных было 65 (32 мужчины и 33 женщины). Среди 178 неактивных 32 человека были учениками или студентами, 83 — пенсионерами, 63 были неактивными по другим причинам.

## Достопримечательности
- Замок Бомефор (XV век), был ареной борьбы во время религиозных войн
- Дольмены
- Музей Альфонса Доде